# 鰥寡孤独
鰥寡孤独（かんかこどく）とは、律令制において国家による救済対象とみなされた家族構成のこと。

## 概要
古くは『孟子』（梁恵王篇下）にも登場する言葉である。日本では平安初期の法律解説書である『令義解』の注釈にて具体的な解説が載せられており、「鰥」とは61歳以上のやもめ（妻を亡くした夫）、「寡」とは50歳以上の未亡人、「孤（惸）」とは16歳以下の父親のいない子供、「独」は61歳以上の子供がいない者を指したが、実際の運営上は鰥は60歳以上、独は50歳以上とされていた。戸令では鰥寡孤独のうち、生活が困難な者に対しては三親等以内の者に対して扶養義務を課し、それが不可能な場合には地域（坊里）で面倒をみるものとされた。また、賑給に際しては高齢者とともに支給の優先対象とされていた。
明治維新の際に新政府が全国民向けに発出した五榜の掲示においても、第一札で「鰥寡孤独廃疾ノモノヲ憐ムベキ事」が定められている。